# Station Finkum
Finkum (Fk) was een stopplaats aan de voormalige spoorlijn Leeuwarden - Anjum. De station van Finkum werd geopend op 22 april 1901 en gesloten op 22 mei 1932.
Dit station is gebouwd naar het stationsontwerp met de naam Standaardtype NFLS, die werd gebruikt voor verschillende spoorwegstations in Friesland. Het station Finkum viel binnen het type NFLS halte 3e klasse.
Het stationsgebouw staat niet meer. Deze is een jaar voor de sluiting in 1931 al gesloopt, op advies van de ANWB. Zij dachten namelijk dat het gebouw een overzichtelijke verkeerssituatie in de weg stond. Vlakbij waar vroeger het station stond staat nu een monument. Ook is er een stuk tracé een fietspad geworden. Langs dat fietspad staat nog een oude hectometerpaal, een klein stuk verderop staat ook de oude brug nog, bestaande uit 2 oude bruggenhoofden, en een later aangebracht brugdeel.